# Luyten 726-8
Luyten 726-8 – jedna z najbliższych gwiazd, jest ona równocześnie najbliższą gwiazdą podwójną, znajduje się w gwiazdozbiorze Wieloryba. Jest odległa od Słońca o ok. 8,7 lat świetlnych. Te obie, związane ze sobą gwiazdy – choć bliskie – nie są widoczne gołym okiem.
Układ Luyten 726-8 składa się z gwiazd BL Ceti (Luyten 726-8 A) oraz UV Ceti (Luyten 726-8 B). Odległość między gwiazdami waha się od 2,1 do 8,8 j.a., a okres orbity wynosi 26,5 lat. 
- Składnik BL Ceti to karzeł typu widmowego M5,5V (zob. diagram Hertzsprunga-Russella), o masie 0,1 M☉ (masy Słońca), promieniu 0,14 promienia Słońca, jasności zaledwie 0,00006 jasności Słońca. Temperatura powierzchni tego składnika wynosi 2670 K, jasność wizualna 12,54m.

- UV Ceti jest karłem i równocześnie gwiazdą zmienną rozbłyskową o typie widmowych M6V, masie 0,1 M☉, promieniu 0,14 promienia Słońca i jasności 0,00004 jasności Słońca. Temperatura powierzchniowa, ważąc na zmienność jasności, jest zapewne różna w różnych okresach aktywności. Jasność wizualna wynosi niemal 13m.

Gwiazda ta została odkryta przez Willema Jacoba Luytena w 1948 podczas katalogowania gwiazd o największym ruchu własnym.